# 2005
2005 (MMV) a fost un an obișnuit al calendarului gregorian, care a început într-o zi de sâmbătă. A fost al 2005-lea an d.Hr., al 5-lea an din mileniul al III-lea și din secolul al XXI-lea, precum și al 6-lea an din deceniul 2000-2009. A fost desemnat:
- Anul Mondial al Fizicii.
- Anul Internațional al Educației Fizice și al Sportului.
- Anul Internațional al microcreditelor financiare.
- Anul European al Cetățeniei prin Educație, de către Consiliul Europei.
- Anul Euharistiei în Biserica Catolică.
- Anul George Enescu, comemorând 50 de ani de la moartea compozitorului George Enescu (în România).
- Anul Einstein (în Germania).
- Anul cocoșului în astrologia chineză.

## Evenimente

### Ianuarie

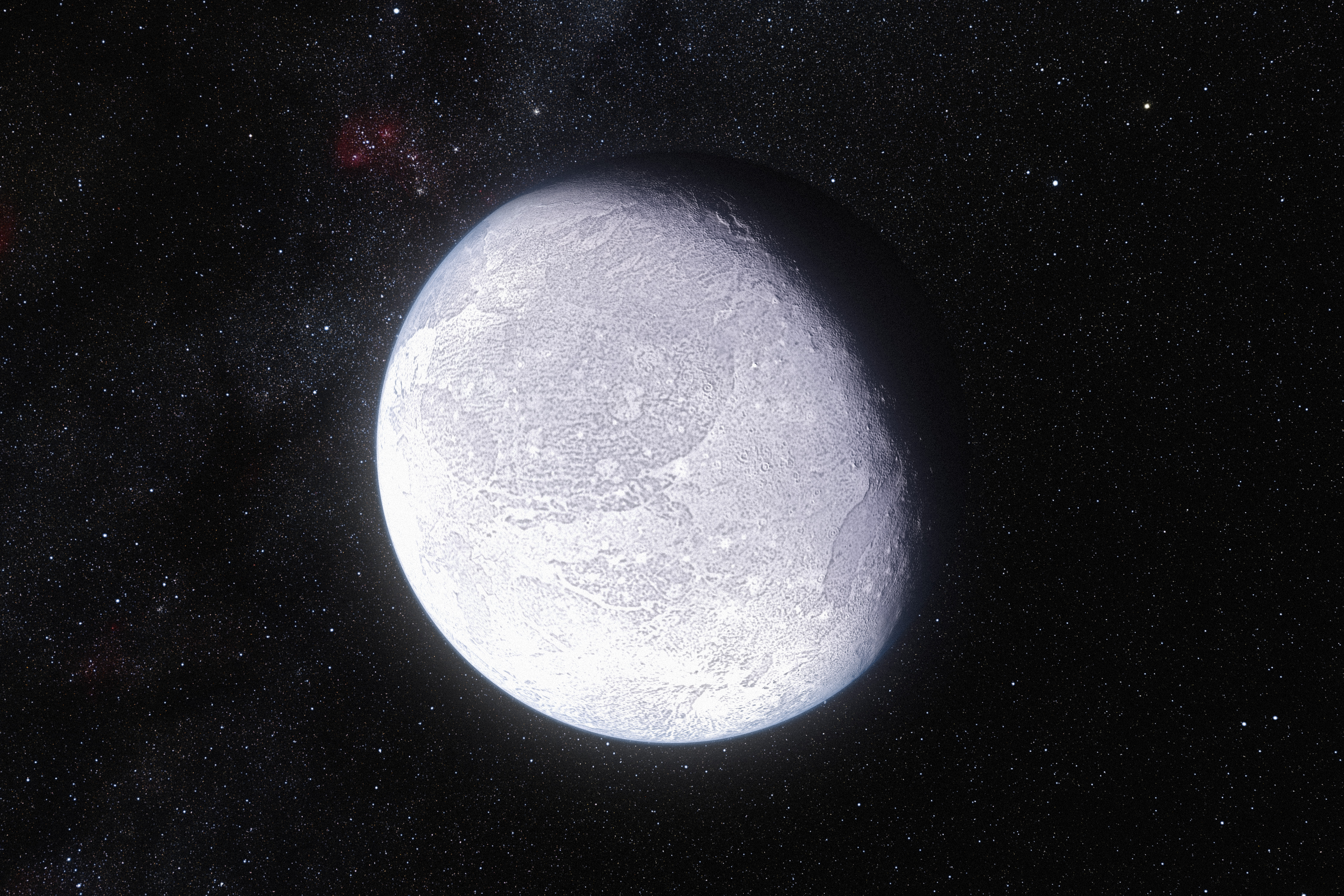
5 ianuarie: Este descoperită planeta pitică Eris.

- 1 ianuarie: În România intră în vigoare introducerea cotei unice de impozitare de 16%, atât pentru profitul companiilor, cât și pentru veniturile populației.[1]
- 5 ianuarie: Este descoperită planeta pitică Eris.
- 5 ianuarie: Într-un interviu publicat în ziarul Adevărul, președintele Traian Băsescu se pronunță în favoarea alegerilor anticipate „pentru a scăpa de această soluție imorală care se numește PUR“.[2] Expresia „soluție imorală“ va fi folosită de-a lungul anilor în presa românească pentru alianțe politice extreme.
- 6 ianuarie: Televiziunea Română recunoaște oficial presiunea politică a regimului Iliescu.[3][4]
- 9 ianuarie: Alegeri în Statul Palestina pentru înlocuirea lui Yasser Arafat, decedat pe 11 noiembrie 2004.
- 11 ianuarie: Ion Iliescu revine în PSD și primește de la organizația sectorului 1 carnetul de membru.
- 11 ianuarie: Potrivit datelor furnizate de Institutul Național de Statistică, anul trecut, rata anuală a inflației a coborât, pentru prima data în ultimii 15 ani, sub 10%.
- 14 ianuarie: Coborârea sondei Huygens pe Titan, cel mai important satelit al planetei Saturn.
- 15 ianuarie: A fost lansat primul volum al ediției facsimilate a manuscriselor eminesciene sub egida Academiei Române.
- 16 ianuarie: O româncă a devenit cea mai vârstnică mamă din lume; Adriana Iliescu, în vârstă de aproape 67 de ani, a dat naștere unei fetițe de numai 1,400 kilograme. Iliescu a deținut recordul până în decembrie 2006.
- 19 ianuarie: Comisarul european pentru extindere, Olli Rehn, a atras din nou atenția României că UE poate întârzia cu un an intrarea sa în Uniune. Rehn a spus în Parlamentul European că Justiția și Competiția vor fi cele mai monitorizate capitole al României.[5]
- 23 ianuarie: Viktor Iușcenko a fost investit oficial președinte al Ucrainei.

### Februarie
- 10 februarie: Coreea de Nord anunță că posedă arme nucleare ca protecție împotriva ostilității pe care o simte din Statele Unite.
- 14 februarie: Fostul prim-ministru libanez Rafic Hariri este asasinat, alături de alte 21 de persoane, de un bombardier sinucigaș în Beirut.
- 14 februarie: Este fondat YouTube.
- 16 februarie: Protocolul de la Kyoto intră în vigoare oficial.

### Martie

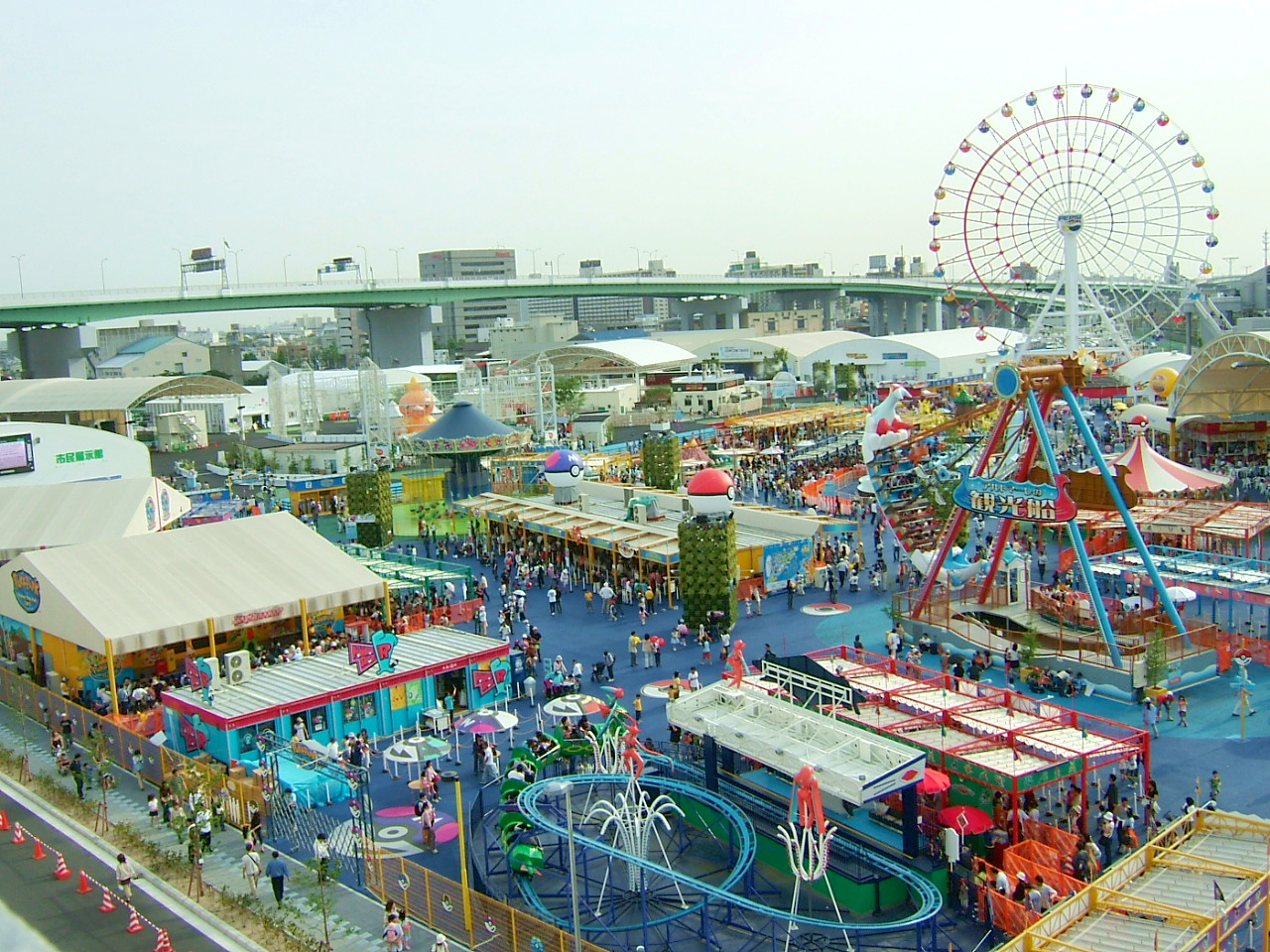
25 martie: Se deschide Expo Aichi, prima expoziție mondială a secolului XXI, având ca temă Înțelepciunea naturii.

- 1 martie: Începe popularizarea „leului greu”. Începând cu această zi toate prețurile vor fi afișate în ambele monede – leul vechi și leul nou – pentru ca populația să se obișnuiască, vizual, fără zerouri.
- 6 martie: Alegeri parlamentare în R. Moldova câștigate de Partidul Comuniștilor (PCRM).
- 9-10 martie: Are loc vizita președintelui Traian Băsescu în Statele Unite. Președintele american George W. Bush îl primește pe Traian Băsescu la Casa Albă, unde cei doi poartă discuții legate de lupta împotriva corupției din administrația românească, de configurația strategică a zonei Mării Negre, de situația din Moldova, precum și de relațiile româno-americane, inclusiv situația privind ridicarea vizelor.[6]
- 10 martie: Cantărețul american Michael Jackson a întârziat 90 de minute la procesul în care  a fost acuzat de abuz sexual asupra unui minor și și-a făcut apariția în pijama.
- 24 martie: Președintele Kârgâzstanului, Askar Akayev, este răsturnat de la putere în urma unor demonstrații anti-guvernamentale de masă și fuge de țară.
- 25 martie: Se deschide Expo Aichi 2005, prima expoziție mondială a secolului XXI, având ca temă Înțelepciunea naturii (Japonia, Aichi).
- 28 martie: Un puternic seism, produs în largul insulei indoneziene Sumatra și având o magnitudine de 8,7 grade Richter, a provocat moartea a zeci de persoane și importante pagube materiale în insula Nias, la sud de Sumatra.
- 29 martie: Trei ziariști români au fost răpiți în Irak, reporterul Marie-Jeanne Ion și cameramanul Sorin Dumitru Mișcoci, de la Prima TV, și reporterul Ovidiu Ohanesian, de la cotidianul România Liberă.
- 29 martie: Echipa feminină de tenis de masă a României a câștigat pentru a treia oară titlul european.
- 30 martie: La televiziunea Al Jazeera a apărut o înregistrare cu cei trei români răpiți în Irak.
- 31 martie: Purtătorul de cuvânt al Vaticanului anunță că Papa Ioan Paul al II-lea este într-o stare critică și că sănătatea sa cunoaște o degradare rapidă.

### Aprilie

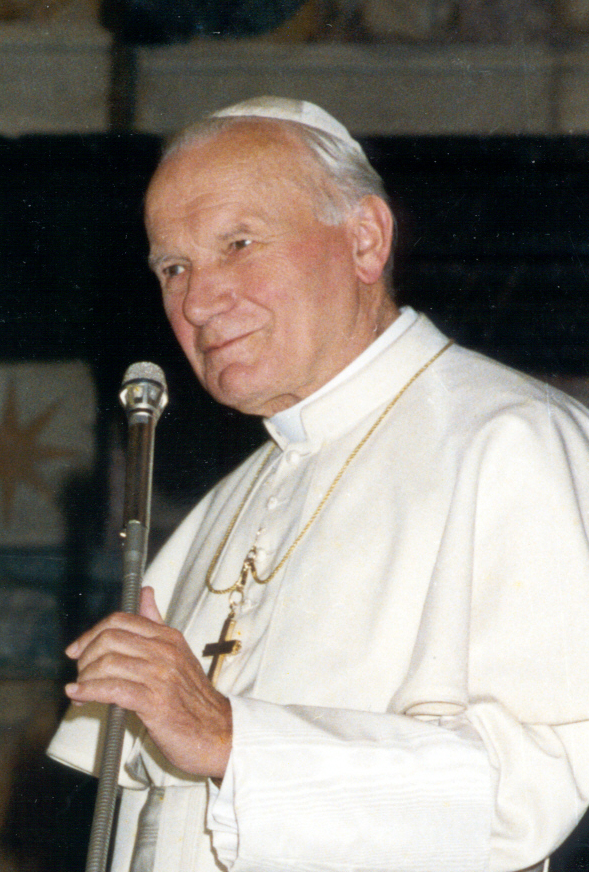
2 aprilie: Papa Ioan Paul al II-lea moare la vârsta de 84 de ani; peste patru milioane de oameni călătoresc la Vatican pentru a-l jeli.

- 2 aprilie: Papa Ioan Paul al II-lea moare la vârsta de 84 de ani; peste patru milioane de oameni călătoresc la Vatican pentru a-l jeli.[7][8][9]
- 3 aprilie: Bucureștenii sunt chemați la urne pentru a-și alege primarul general. În cursa pentru primăria Capitalei s-au înscris 17 candidați. Candidatul Alianței Dreptate și Adevăr, Adriean Videanu, a câștigat din primul tur, cu 53,09% din voturi. El a fost urmat de candidatul PSD, Marian Vanghelie - 29,56% din voturi și de Cristian Popescu (Piedone) - 8,71%. Prezența la vot a fost extrem de redusă.
- 8 aprilie: Au loc funeraliile Papei Ioan Paul al II-lea.
- 9 aprilie: În Marea Britanie, Prințul Charles se căsătorește cu Camilla Parker Bowles.
- 13 aprilie: Parlamentul European votează Tratatul de aderare a României și Bulgariei la UE. Comisarul european pentru Extindere, Olli Rehn, precizează că votul nu înseamnă că pregătirea este încheiată. În următoarele 21 de luni rămase, România și Bulgaria trebuie să facă reforme-cheie și să îndeplinească angajamentele asumate în timpul negocierilor.
- 15 aprilie: Cel puțin 21 de oameni au murit și în jur de 50 au fost răniți într-un incendiu devastator la un hotel în centrul Parisului.
- 15 aprilie: Funeraliile Prințului Rainier al III-lea de Monaco.
- 19 aprilie: Cardinalii electori au ales, după un conclav considerat cel mai scurt din ultima sută de ani, al 265-lea șef al Bisericii Catolice, în persoana cardinalului german Joseph Ratzinger, care și-a ales numele de Benedict al XVI-lea.

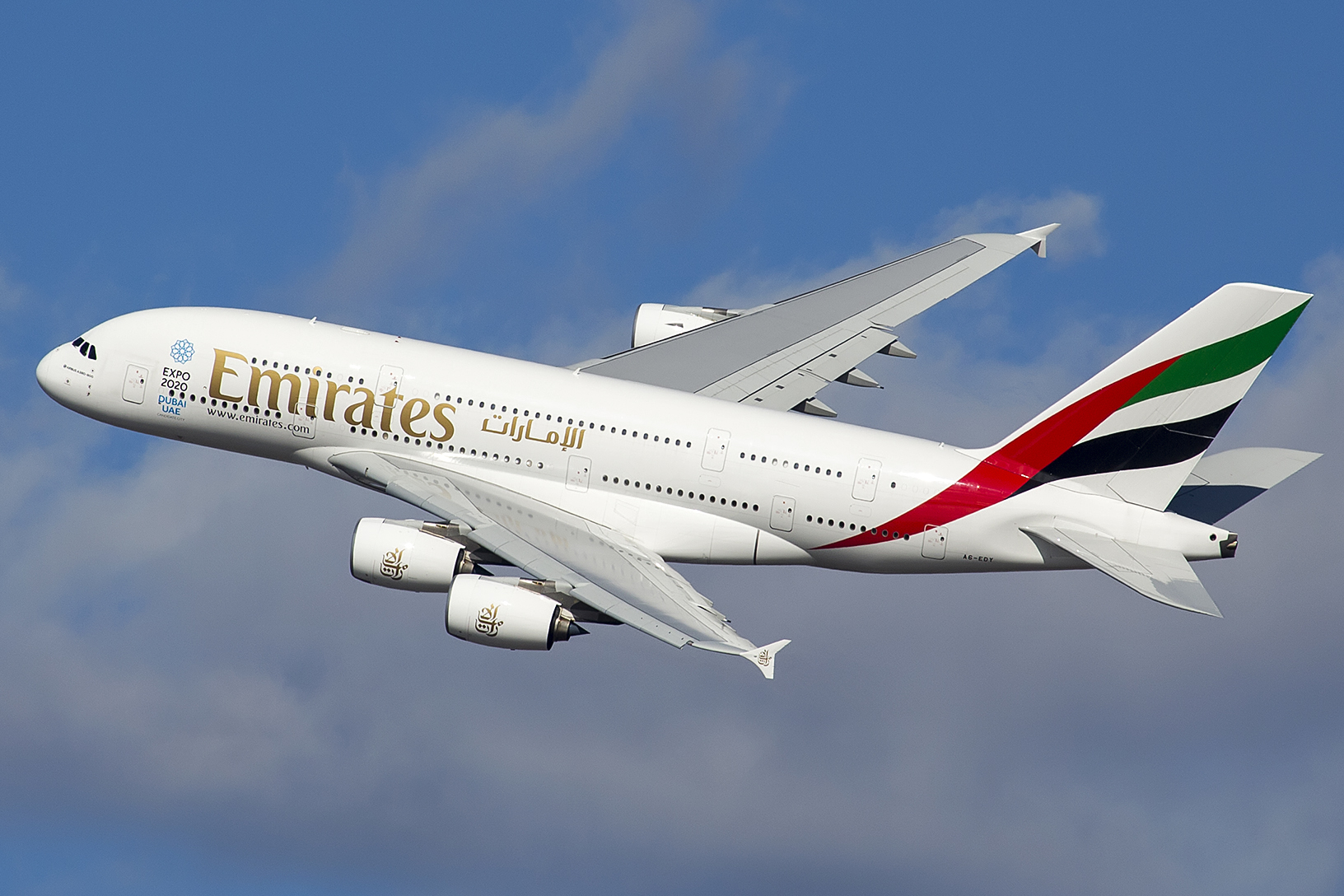
27 aprilie: Cel mai mare avion de pasageri construit vreodată, Airbus A380, efectuează primul său zbor din Toulouse, Franța.

- 21 aprilie: La Congresul PSD, Mircea Geoană este ales președinte al partidului cu 964 de voturi, față de 530 de voturi ale lui Ion Iliescu. Adrian Năstase a devenit președinte executiv al PSD, învingându-l pe Sorin Oprescu cu 1018 voturi la 433.[10]
- 22 aprilie: Postul de televiziune Al Jazeera a difuzat o înregistrare cu cei trei jurnaliști români răpiți în Irak, postul susținând că răpitorii cer retragerea trupelor române din Irak în patru zile, altfel vor ucide ostaticii.
- 22 aprilie: Președintele Ecuadorului, Lucio Gutierrez, fuge din palatul prezidential la bordul unui elicopter. El a fost alungat în urma săptămânilor de proteste împotriva lui Gutierrez, care s-a amestecat în treburile justiției. Gutierrez, un fost colonel de armată, a devenit președinte în 2002, fiind ales pe o platformă de stânga.
- 25 aprilie: România semnează la Luxemburg Tratatul de aderare la UE.
- 26 aprilie: Răpitorii celor trei jurnaliști români au prelungit până pe 27 aprilie, ora 18, ultimatumul dat autorităților române cu privire la retragerea trupelor din Irak.
- 27 aprilie: Cel mai mare avion de pasageri construit vreodată, Airbus A-380, a efectuat primul său zbor din Toulouse, Franța.

### Mai
- 5 mai: Uzbekistanul se retrage din GUAM.
- 19 mai: A fost lansat filmul Războiul stelelor - Episodul III - Răzbunarea Sith.
- 20 mai: La cea de-a 58-a ediție a Festivalului Internațional de Film de la Cannes, filmul lui Cristi Puiu, "Moartea domnului Lăzărescu" a obținut premiul "Un Certain Regard".
- 21 mai: La Kiev, Ucraina, România, reprezentată de Luminița Anghel și trupa Sistem, s-a clasat pe locul 3 la cea de-a 50-a ediție Eurovision. Câștigătoarea ediției a fost Grecia.
- 22 mai: Ziariștii români răpiți în Irak au fost eliberați.

### Iunie
- 11 iunie: Jurnalista franceză Florence Aubenas și însoțitorul său, ghidul irakian Hussein Hanoun au fost eliberați după 157 de zile de captivitate în Irak.
- 14 iunie: Salvamontistul Teodor Tulpan, primul român care a ajuns pe Everest, începe expediția pe cel mai înalt vârf din Peru, Huascarán (6.768 m).
- 16-17 iunie: România: Președintele Traian Băsescu și premierul Călin Popescu Tăriceanu participă la reuniunea Consiliului European de vară. Este prima dată când România și Bulgaria participă în calitate de observator la lucrările Consiliului European.
- 17 iunie: România: Nicolae Manolescu este ales președinte al Uniunii Scriitorilor din România cu 322 de voturi din 497 exprimate. Cezar Ivănescu, principalul contracandidat a obținut 84 de voturi.
- 25 iunie: Convenția Națională Extraordinară a PD îl alege ca președinte al PD pe Emil Boc, cu 3.555 de voturi pentru, 144 contra și 16 anulate, aprobând totodată în unanimitate retragerea din Internaționala Socialistă și începerea negocierilor cu Partidul Popular European.

### Iulie

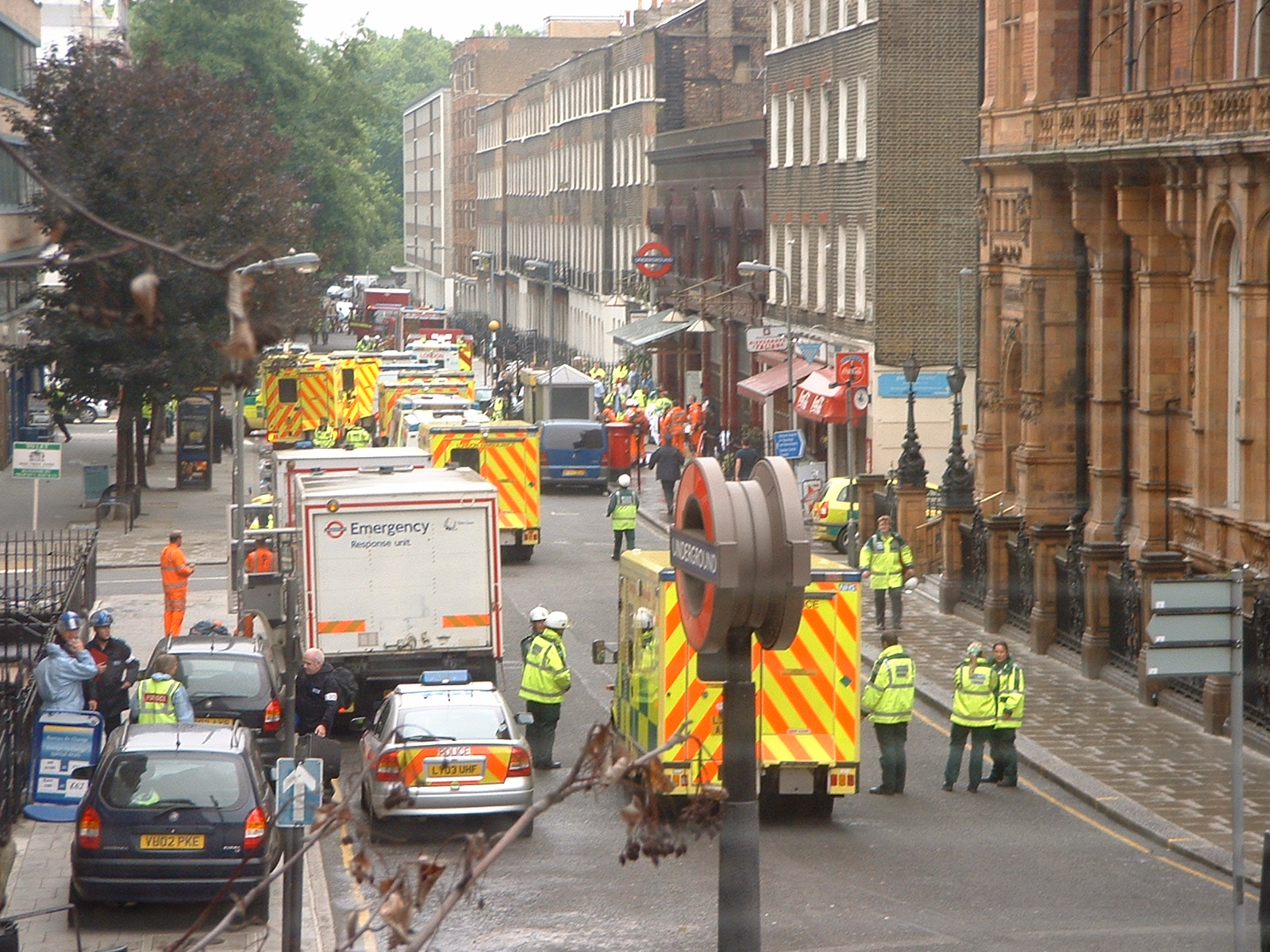
7 iulie: Mai multe explozii, presupuse de natură teroristă, zguduie Londra în timpul desfășurării în Scoția a summit-ului G8. Se estimează peste 33 de morți.

- 1 iulie: România: Intră în circulație leul nou, urmând ca până la 31 decembrie 2006 leii vechi să circule în paralel cu cei noi. Aceasta reprezintă a doua etapă a denominării și începând cu această dată 10.000 lei vechi vor fi preschimbați pentru 1 leu nou.
- 2 iulie: La Londra și în alte orașe au loc concertele maraton Live 8, destinate să aducă în prim-plan problema sărăciei din Africa, cu doar 3 zile înainte de debutul summit-ului G8 de la Edinburgh.
- 7 iulie: explozii, presupuse de natură teroristă, zguduie Londra în timpul desfășurării în Scoția a summit-ului G8. Se estimează peste 33 de morți.
- 24 iulie: Lance Armstrong câștigă Turul Franței pentru a șaptea oară consecutiv
- 7 august: Un grup de spărgători din Brazilia au săpat un tunel lung de 78 metri spre Banca Centrală din Fortaleza. Au extras de acolo cinci containere pline cu bancnote de 50 reali, cu o valoare estimată de 70 milioane dolari. Hoții au reușit să păcălească sistemele de alarmă și senzorii băncii, rămânând nedescoperiți până în dimineața zilei de luni, 8 august, atunci când s-a redeschis banca. Până în prezent, autoritățile au recuperat aproximativ șapte milioane de dolari din întreaga sumă.

### August

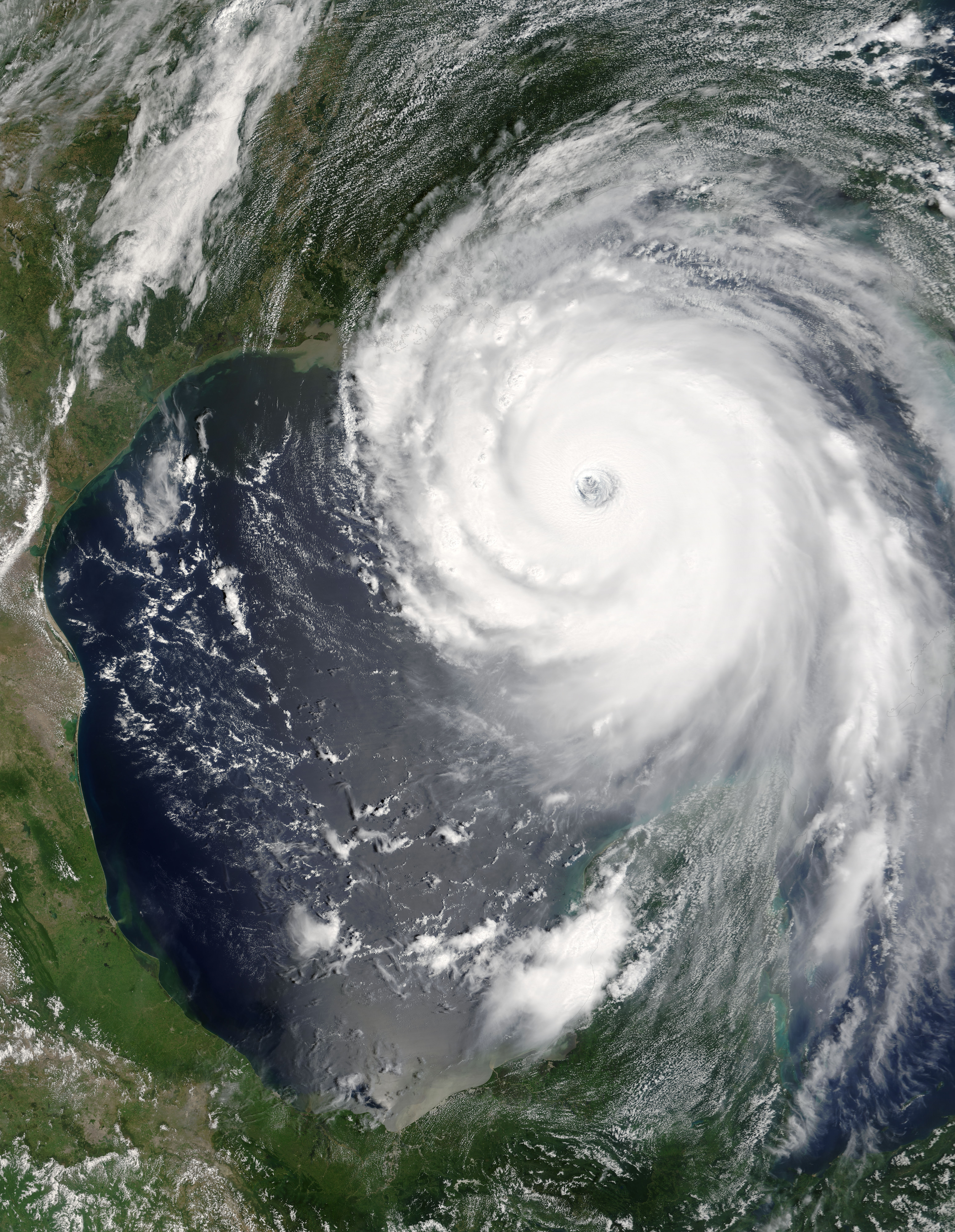
30 august: Uraganul Katrina a devastat sudul Statelor Unite.

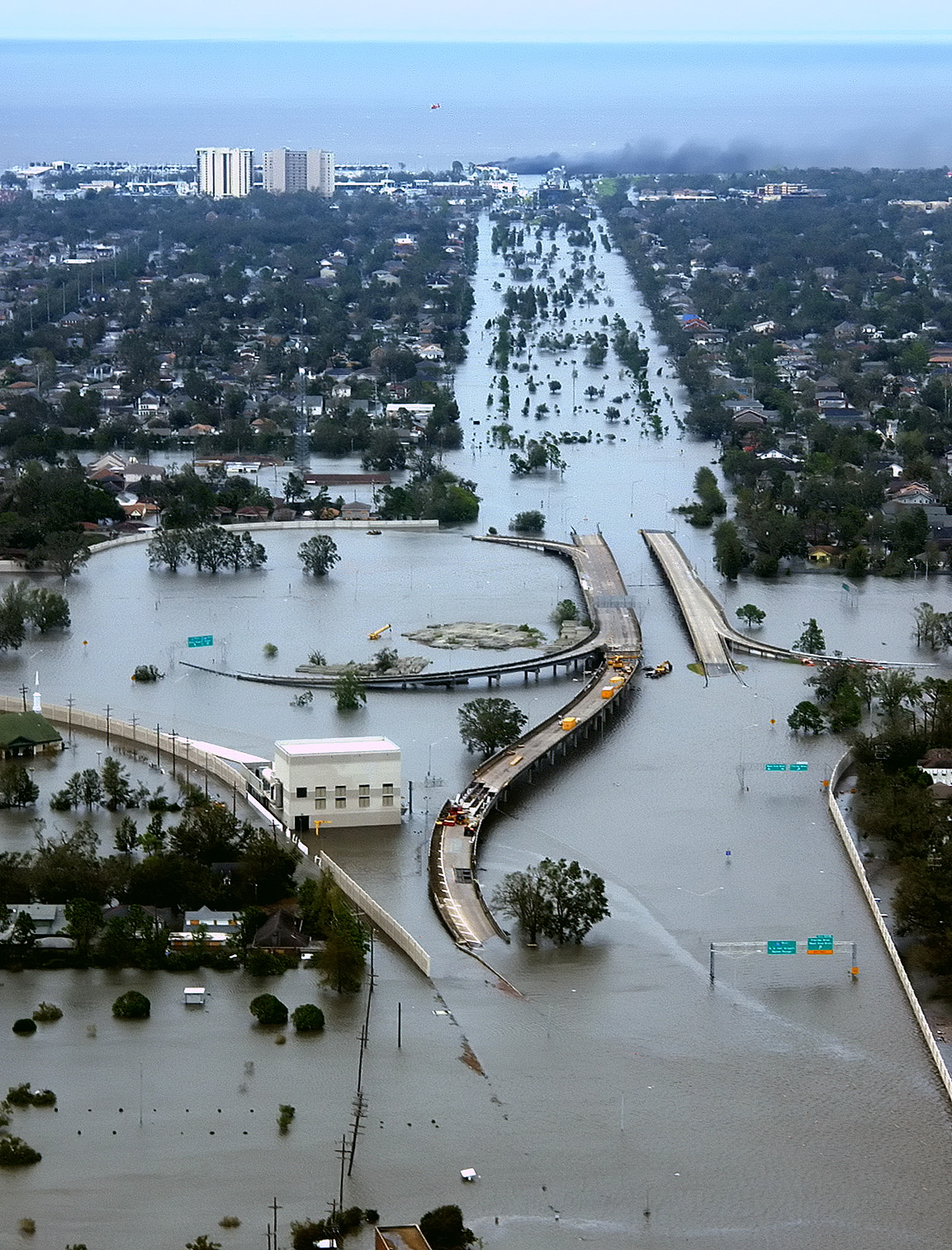
New Orleans inundat

- 12 august: Mars Reconnaissance Orbiter este lansat din Cape Canaveral, proiectat pentru a explora planeta Marte.
- 16 august: Un avion West Caribbean Airways (Flight 708) se prăbușește pe un munte din Venezuela, omorând 160 de persoane.
- 30 august: Uraganul Katrina a devastat sudul Statelor Unite.

### Septembrie

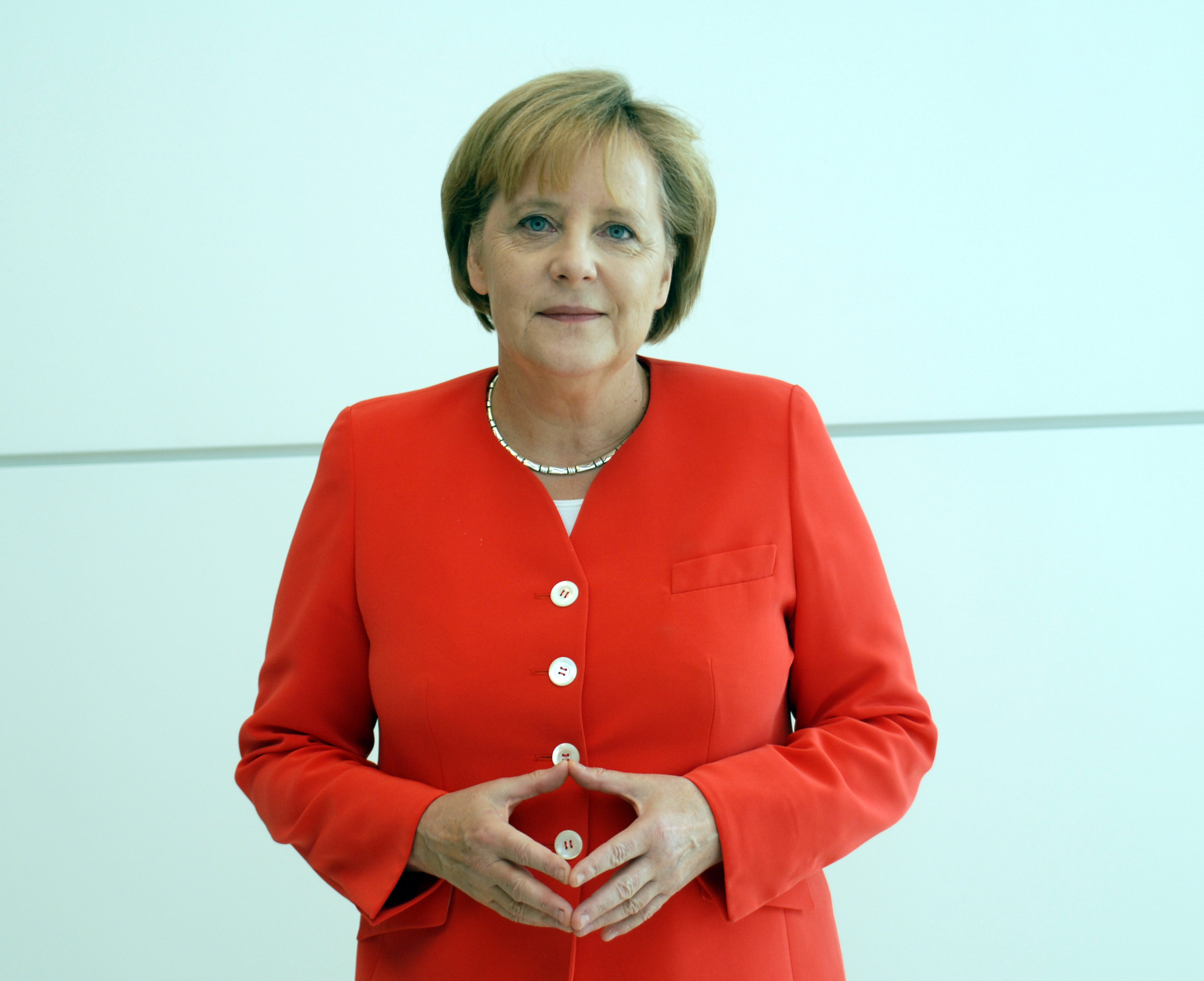
Angela Merkel devine prima femeie cancelar al Germaniei.

- 18 septembrie: Alegeri federale în Germania. Coalitia partidelor CDU/CSU castiga alegerile. Conservatoarea Angela Merkel devine prima femeie cancelar al Germaniei.
- 25 septembrie: Fernando Alonso își câștigă primul său titlu mondial de Formula 1 și astfel sfârșește dominația lui Michael Schumacher asupra sportului.
- 29 septembrie: "Seară Magică" pentru fotbalul românesc. Toate cele 3 echipe, Steaua București, Dinamo București și Rapid București se califică în grupele cupei UEFA, după 16 ani de așteptare.
- 30 septembrie: Desenele controversate cu Profetul Muhammad sunt tipărite în ziarul danez Jyllands-Posten, care declanșează revolte violente ale musulmanilor din întreaga lume.

### Octombrie

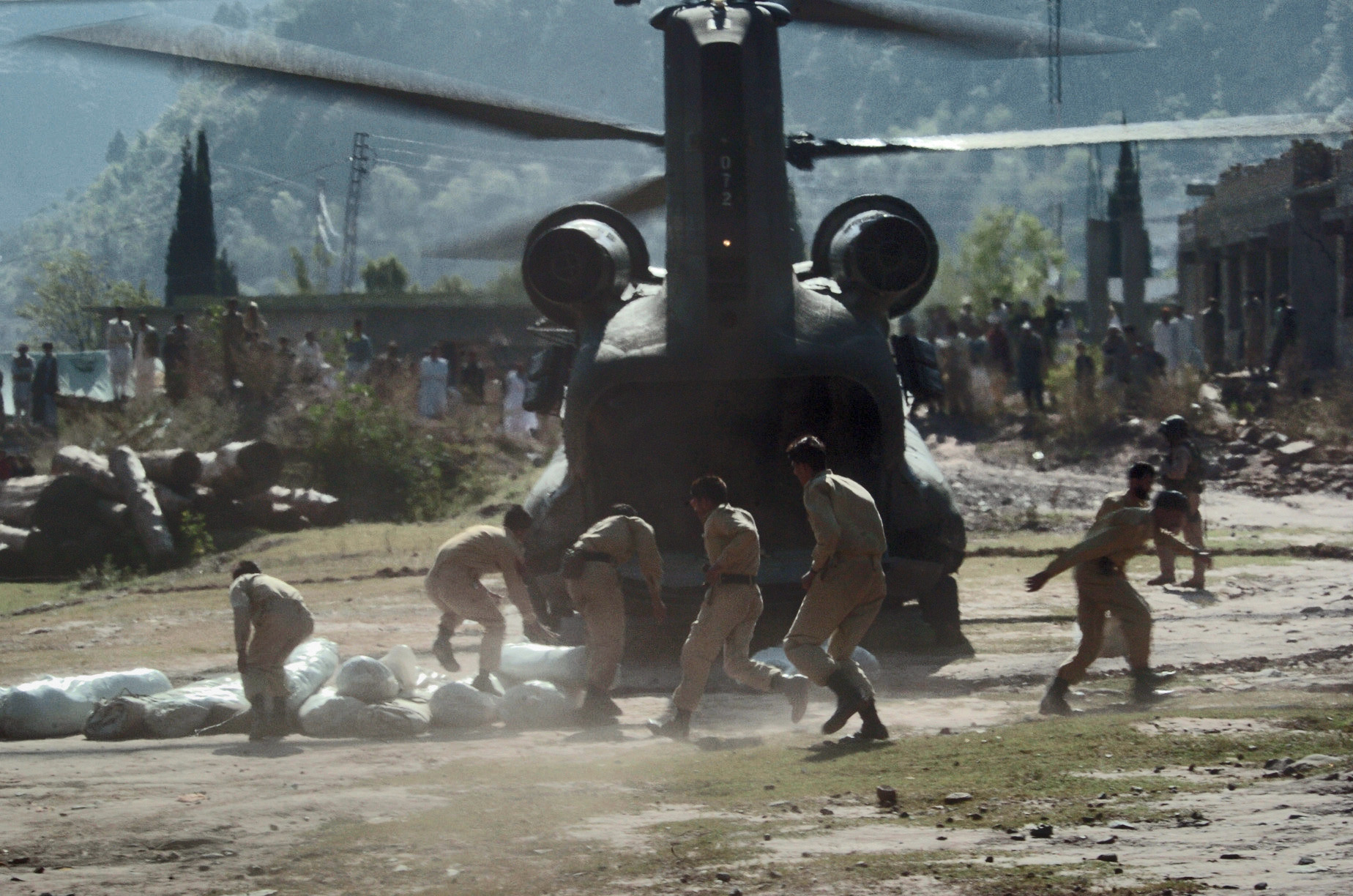
8 octombrie: Cutremur în Kashmir

- 1 octombrie: Pugilista Mihaela Cijevschi, cat. 54 kg, a devenit prima campioană mondială din istoria boxului feminin românesc, titlu cucerit la Campionatele Mondiale de la Podolsk, Rusia.
- 3 octombrie: Eclipsă inelară parțială de soare.
- 8 octombrie: Un seism de 7,6 grade pe scara Richter a zguduit Pakistanul, fiind simțit și în India și Afganistan. Bilanțul: peste 30.000 morți, 60.000 răniți și 2,5 milioane rămași fără adăpost.
- 12 octombrie: A fost lansată a doua misiune chineză cu oameni la bord, Shenzhou 6, pentru 5 zile pe orbită.
- 16 octombrie: Papa Benedict al XVI-lea a acordat, pentru prima oară în istoria papalității, un interviu televizat difuzat de canalul public polonez TVP1.
- 22 noiembrie: Microsoft lansează Xbox 360 prima consolă din a șaptea generație.
- 27 octombrie: La Paris încep revolte de stradă, după moartea a doi adolescenți musulmani.

### Noiembrie

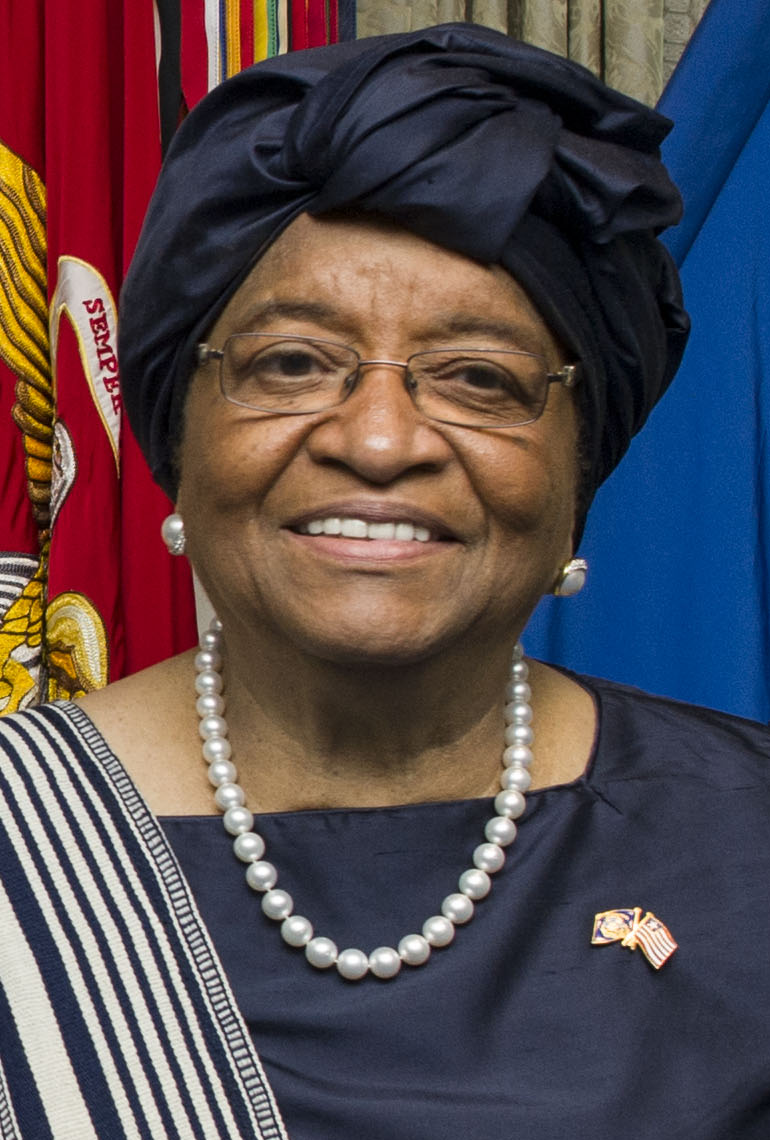
23 noiembrie: Ellen Johnson Sirleaf câștigă alegerile generale din Liberia, devenind prima femeie aleasă președinte într-un stat african.

- 9 noiembrie: Cel puțin 56 de persoane sunt ucise și alte 100 sunt rănite într-o serie de atentate cu sinucidere coordonate în Amman, Iordania.
- 11 noiembrie: În Kazahstan, Zamanbek Nurkadilov, fost primar al Almatî, ministru al guvernului și un adversar politic al lui Nursultan Nazarbayev, a fost găsit mort.
- 13 noiembrie: Andrew Stimpson, un bărbat britanic de 25 de ani, este raportat ca prima persoană care s-a dovedit a fi "vindecată" de HIV.
- 22 noiembrie: Angela Merkel își asumă funcția de prim-cancelar al Germaniei.
- 23 noiembrie: Ellen Johnson Sirleaf câștigă alegerile generale din Liberia, devenind prima femeie aleasă președinte într-un stat african.
- 28 noiembrie: Conferința Organizației Națiunilor Unite privind schimbările climatice se desfășoară la Montréal.
- 30 noiembrie: Chirurgi din Franța efectuează primul transplant de chip.

### Decembrie
- 1 decembrie: Marea Britanie: Casa de licitații Sotheby's scoate la licitație un manuscris unic, scris de marele compozitor Ludwig van Beethoven și care a fost pierdut pentru mai mult de un secol. Prețul de deschidere al vânzării a fost estimat la peste 1 milion lire sterline.
- 1 decembrie: Africa de Sud devine a cincea țară din lume care recunoaște căsătoria între persoanele de același sex.
- 18 decembrie: Izbucnește războiul civil în Ciad, după ce diferite forțe rebele, cu sprijinul Sudanului, au atacat capitala, N'Djamena.

### Nedatate
- A fost lansat Sistemul Național Unic pentru Apeluri de Urgență - 112.

## Nașteri

### Ianuarie
- 18 ianuarie: Benedetta Pilato, sportivă italiană (înot)
- 21 ianuarie: IShowSpeed, YouTuber american

### Aprilie
- 8 aprilie: Leah Isadora Behn, prințesă a Norvegiei

### Mai
- 15 mai: Jolene Marie Rotinsulu, cântăreață și fotomodel indoneziană
- 17 mai: Luca Manolache, fotbalist român (d. 2025)

### Iunie
- 8 iunie: Irene Urdangarin, nepoata Regelui Juan Carlos al Spaniei
- 26 iunie: Alexia Juliana Marcela Laurentien, prințesă a Țărilor de Jos

### Iulie
- 5 iulie: Sombr, cântăreț american
- 11 iulie: Jovan Mijatović, fotbalist sârb
- 17 iulie: Theodor Haraldsson, cântăreț suedez
- 25 iulie: Pierce Gagnon, copil-actor american

### Octombrie
- 4 octombrie: Emmanuel al Belgiei, prinț al Belgiei
- 12 octombrie: Jacopo Hosciuc, motociclist român
- 15 octombrie: Prințul Christian al Danemarcei, fiul Prințului Moștenitor Frederic al Danemarcei
- 31 octombrie: Leonor, Prințesă de Asturia, prima fiică a Regelui Filip al VI-lea al Spaniei
- 31 octombrie: Infanta Leonor a Spaniei, prințesă a Spaniei

## Decese

### Ianuarie
- 1 ianuarie: Bala Ade Dauke, 73 ani, primul șef de district indigen din Zaria de Sud și primul monarh al Atyap (n. 1931)
- 1 ianuarie: Alecsandru Puiu Tacu, 71 ani, economist român (n. 1933)
- 3 ianuarie: Will Eisner (n. William Erwin Eisner), 87 ani, scriitor american de benzi desenate (n. 1917)
- 4 ianuarie: Guy Davenport, 77 ani, scriitor, traducător, ilustrator, pictor și profesor american (n. 1927)
- 7 ianuarie: Eileen Desmond, 72 ani, politiciană irlandeză (n. 1932)
- 9 ianuarie: Koji Hashimoto, 68 ani, regizor japonez de film (n. 1936)
- 10 ianuarie: Vasile Fedak, 95 ani, arhiereu al Bisericii Ortodoxe Ucrainene din Canada (n. 1909)
- 10 ianuarie: Prințesa Joséphine-Charlotte a Belgiei (n. Joséphine-Charlotte Ingeborg Elisabeth Maria Josepha), 77 ani, soția lui Jean, Mare Duce de Luxembourg (n. 1927)
- 11 ianuarie: Jerzy Pawłowski, 72 ani, scrimer polonez și agent dublu (n. 1932)
- 12 ianuarie: Herbert Goldstein, 82 ani, fizician american (n. 1922)
- 12 ianuarie: Tullio Gonnelli, 92 ani, sprinter italian (n. 1912)
- 12 ianuarie: Francisc Șimon, 78 ani,  jucător român de polo pe apă (n. 1927)
- 13 ianuarie: Amaury de Riencourt, 86 ani, scriitor și istoric francez (n. 1918)
- 13 ianuarie: Ilie Todorov, 68 ani, regizor și actor de teatru și film din Republica Moldova (n. 1936)
- 14 ianuarie: Ward Beysen, 63 ani, politician belgian (n. 1941)
- 15 ianuarie: Victoria de los Ángeles, 81 ani, soprană lirică spaniolă (n. 1923)
- 15 ianuarie: Sven Christer Swahn, 71 ani, scriitor, traducător, critic literar și cercetător literar suedez (n. 1933)
- 17 ianuarie: Maria Albuleț, 72 ani, medic și șahist român (n. 1932)
- 17 ianuarie: Zhao Ziyang, 85 ani, al 3-lea secretar general al Partidului Comunist Chinez (1980-1987), (n. 1919)
- 19 ianuarie: Anita Kulcsár, 28 ani, handbalistă maghiară (n. 1976)
- 20 ianuarie: Per Borten, 91 ani, prim-ministru al Norvegiei (1965-1971), (n. 1913)
- 21 ianuarie: Antonio Alexe, 35 ani, jucător român de baschet (n. 1969)
- 23 ianuarie: Johnny Carson, 79 ani, prezentator TV, american (n. 1925)
- 25 ianuarie: Philip Johnson, 98 ani, arhitect american (n. 1906)
- 25 ianuarie: Manuel Lopes (n. Manuel António do Sousa Lopes), 97 ani, scriitor din Republica Capului Verde (n. 1907)
- 29 ianuarie: Ephraim Kishon, 80 ani, prozator umorist și dramaturg israelian (n. 1924)
- 29 ianuarie: Žika Mitrović, 83 ani, regizor și scenarist sârb și iugoslav (n. 1921)
- 30 ianuarie: Maxim Berghianu (Berghian), 80 ani, comunist român (n. 1925)
- 30 ianuarie: Mircea Hrișcă, 66 ani, pictor român (n. 1938)

### Februarie
- 1 februarie: John Vernon, 72 ani, actor canadian (n. 1932)
- 2 februarie: Vaime Kabur, 90 ani, bibliograf estonian (n. 1914)
- 2 februarie: Max Schmeling (n. Max Adolph Otto Siegfried Schmeling), 99 ani, pugilist german (n. 1905)
- 3 februarie: Corrado Bafile, 101 ani, cel mai în vârstă cardinal italian din istorie (n. 1903)
- 3 februarie: Ioan Flora, 54 ani, om de cultură, filolog, poet și traducător român originar din Serbia (n. 1950)
- 3 februarie: Mihail Nemeș, 60 ani, filolog român (n. 1944)
- 5 februarie: Gnassingbe Eyadema, 69 ani, președinte al statului Togo (1967-2005), (n. 1935)
- 5 februarie: Michalina Wisłocka, 83 ani, medic polonez (n. 1921)
- 6 februarie: Lazar Naumovich Berman, 74 ani, pianist rus (n. 1930)
- 8 februarie: Jean Petrovici, 80 ani, regizor de filme documentare român (n. 1924)
- 9 februarie: Ana Pop-Corondan, 82 ani, interpretă română de muzică populară din zona Ardealului (n. 1922)
- 10 februarie: Arthur Asher Miller, 89 ani, scriitor american (n. 1915)
- 12 februarie: Radu Manolescu, 75 ani,  istoric și profesor universitar român (n. 1929)
- 13 februarie: Maurice Trintignant, 87 ani, pilot francez de Formula 1 (n. 1917)
- 17 februarie: Natalia Ostianu, 82 ani, matematiciană din R. Moldova (n. 1922)
- 17 februarie: Enrique Omar Sívori, 69 ani, fotbalist argentinian (atacant), (n. 1935)
- 19 februarie: Huy Cận, 85 ani, poet vietnamez (n. 1919)
- 20 februarie: Sandra Dee, 62 ani, actriță americană (n. 1942)
- 20 februarie: Hunter Stockton Thompson, 67 ani, eseist american (n. 1937)
- 21 februarie: Zdzisław Beksiński, 75 ani, pictor polonez (n. 1929)
- 22 februarie: Josette Rey-Debove, 75 ani, lexicografă franceză (n. 1929)
- 22 februarie: Renzo Imbeni, 60 ani, politician italian (n. 1944)

### Martie
- 1 martie: Eugenia Miulescu, 66 ani, poetă română (n. 1938)
- 3 martie: Rinus Michels (n. Marinus Jacobus Hendricus Michels), 77 ani, fotbalist (atacant) și antrenor olandez (n. 1928)
- 4 martie: Nistor Bădiceanu, 76 ani, senator român (1992-1996), (n. 1928)
- 4 martie: Mihai Brediceanu, 84 ani, compozitor român (n. 1920)
- 4 martie: Filip Moisei, 76 ani, deputat român (1990-1992), (n. 1928)
- 5 martie: Ion Bas, 71 ani, interpret de muzică populară și de estradă din R. Moldova (n. 1933)
- 5 martie: Sergiu Comissiona, 76 ani, dirijor român de etnie evreiască (n. 1928)
- 6 martie: Hans Albrecht Bethe, 98 ani, fizician american de origine germană (n. 1906)
- 6 martie: Teresa Wright, 86 ani, actriță americană de film (n. 1918)
- 11 martie: Mircea Dumitrescu, 78 ani, scriitor român (n. 1926)
- 11 martie: Aurelio Fierro, 81 ani, cântăreț italian (n. 1923)
- 14 martie: Abele Conigli (n. San Vito di Spilamberto), 92 ani, episcop italian (n. 1913)
- 14 martie: Akira Yoshizawa, 94 ani, origamist japonez, considerat Maestru de origami (n. 1911)
- 15 martie: Ștefan Dorobanțu, 85 ani, medic chirurg român (n. 1920)
- 15 martie: Loe de Jong, 90 ani, jurnalist și istoric neerlandez (n. 1914)
- 16 martie: Sergiu Cunescu, 82 ani, politician român (n. 1923)
- 17 martie: Gary Bertini, 77 ani, dirijor și compozitor israelian (n. 1927)
- 17 martie: George Frost Kennan, 101 ani, istoric american (n. 1904)
- 17 martie: Adrian Marino, 83 ani, critic literar român (n. 1921)
- 17 martie: Andre Alice Norton, 93 ani, scriitoare americană (n. 1912)
- 18 martie: R. Dale Reed, 75 ani, inginer aerospațial american (n. 1930)
- 18 martie: Maria Baroness Rosseels, 88 ani, scriitoare belgiană (n. 1916)
- 19 martie: John DeLorean, 80 ani, inginer și inventator american (n. 1925)
- 19 martie: Ioan Jebelean, 61 ani, profesor de matematică, director al Liceului Teoretic din Sânnicolau-Mare, județul Timiș (n. 1943)
- 19 martie: Gheorghe Lăpădeanu, 75 ani, politician român (n. 1929)
- 23 martie: Mișicu Mircea, 79 ani, om de știință român (n. 1926)
- 24 martie: Vasile Spătărelu, 66 ani, compozitor român (n. 1938)
- 26 martie: James Callaghan, 92 ani, prim-ministru al Marii Britanii (1976-1979), (n. 1912)
- 26 martie: Tiberiu Gheza, 51 ani, violonist virtuoz de muzică populară din Transilvania (n. 1954)

### Aprilie
- 1 aprilie: Thomas Kling, 47 ani, scriitor german (n. 1957)
- 2 aprilie: Papa Ioan Paul al II-lea (n. Karol Józef Wojtyła), 84 ani, născut în Polonia (n. 1920)
- 3 aprilie: Aleksy Antkiewicz, 81 ani, boxer polonez (n. 1923)
- 4 aprilie: Fernand Herman, 73 ani, politician belgian (n. 1932)
- 5 aprilie: Octavian Bârlea, 91 ani, istoric român (n. 1913)
- 5 aprilie: Saul Bellow, 89 ani, scriitor american de etnie evreiască, laureat al Premiului Nobel (1976), (n. 1915)
- 6 aprilie: Prințul Rainier al III-lea de Monaco (n. Rainier Louis Henri Maxence Bertrand), 81 ani (n. 1923)
- 7 aprilie: Cliff Allison, 73 ani, pilot britanic de Formula 1 (n. 1932)
- 7 aprilie: Peter Darbishire Orton, 89 ani, micolog, muzician și profesor de muzică englez (n. 1916)
- 7 aprilie: Yvonne Vera, 40 ani, scriitoare zimbabwiană (n. 1964)
- 8 aprilie: László Papp Kolozsvári, 65 ani, scriitor maghiar (n. 1940)
- 9 aprilie: Andrea Dworkin,  58 ani, feministă și scriitoare radicală americană (n. 1946)
- 11 aprilie: André François (n. André Farkas), 89 ani, grafician francez și ilustrator de cărți pentru copii, născut în România (n. 1915)
- 11 aprilie: Lucien Laurent, 97 ani, fotbalist francez (atacant), (n. 1907)
- 12 aprilie: Toma Moldoveanu, 89 ani, rugbist și antrenor român (n. 1916)
- 15 aprilie: Art Cross, 87 ani, pilot american de Formula 1 (n. 1918)
- 16 aprilie: Kim Mu Saeng, 62 ani, actor sud-coreean (n. 1943)
- 18 aprilie: Donald William Trevor Bruce, 92 ani, politician britanic (n. 1912)
- 18 aprilie: Norberto Höfling, 80 ani, fotbalist român (atacant) de etnie evreiască (n. 1924)
- 19 aprilie: Maria Brezeanu, 81 ani, chimist român (n. 1924)
- 19 aprilie: George P. Cosmatos, 64 ani, regizor și scenarist greco-italian (n. 1941)
- 20 aprilie: Fumio Niwa, 100 ani, scriitor japonez (n. 1904)
- 21 aprilie: Wayne S. Vucinich, 91 ani, istoric american (n. 1913)
- 22 aprilie: Camil Baciu (n. Camillo Kaufman), 78 ani, ziarist și scriitor român de etnie evreiască (n. 1926)
- 23 aprilie: Yehezkel Mark, 76 ani, rabin evreu (n. 1928)
- 23 aprilie: John Mills, 97 ani, actor englez (n. 1908)
- 23 aprilie: John Mills, actor englez (n. 1908)
- 24 aprilie: Ezer Weizman, 80 ani, președinte al Israel (1993-2000), (n. 1924)
- 26 aprilie: Augusto Roa Bastos, 87 ani, scriitor paraguayan (n. 1917)
- 26 aprilie: Josef Nesvadba, 78 ani, doctor și scriitor ceh  (n. 1926)
- 29 aprilie: Mircea Desideriu Banciu, 63 ani, chimist român (n. 1941)
- 26 aprilie: Maria Schell (n. Maria Margarete Anna Schell), 79 ani, actriță austriacă (n. 1926)
- 30 aprilie: Lúcia Machado de Almeida, 95 ani, scriitoare braziliană (n. 1910)

### Mai
- 5 mai: Mihai Petric, 82 ani, pictor din Republica Moldova (n. 1923)
- 8 mai: Jean Carrière, 76 ani,  scriitor francez (n. 1928)
- 8 mai: Małgorzata Lorentowicz, 78 ani, actriță poloneză de teatru și film (n. 1927)
- 10 mai: Vigo Roga, 37 ani, actor de teatru leton (n. 1967)
- 12 mai: Martin Lings, 96 ani,  scriitor și filosof britanic (n. 1909)
- 12 mai: Ladislau Simon, 53 ani, sportiv român (lupte), (n. 1951)
- 13 mai: George Dantzig, 90 ani, matematician american (n. 1914)
- 17 mai: Frank Gorshin (n. Franklin John Gorshin, jr.), 72 ani, actor american (n. 1933)
- 20 mai: Marian Foik, 71 ani, atlet polonez (n. 1933)
- 20 mai: Paul Ricoeur, 92 ani, filosof francez (n. 1913)
- 21 mai: Howard Morris, 85 ani, actor, comic și regizor de film american (n. 1919)
- 24 mai: Carl Amery, 83 ani, scriitor german (n. 1922)
- 26 mai: Eddie Albert (n. Edward Albert Heimberger), 99 ani, actor american (n. 1906)
- 26 mai: Gheorghe Șimonca, 69 ani, actor român (n. 1936)
- 27 mai: Liviu Tudan (n. Dumitru Tunsoiu), 57 ani, solist și chitarist român (Roșu și Negru), (n. 1947)
- 30 mai: Aurel Dragoș Munteanu, 63 ani, scriitor român (n. 1942)
- 30 mai: Arnold Pomerans, 85 ani, traducător britanic (n. 1920)

### Iunie
- 4 iunie: Emil Laghia, 37 ani, chitarist român (Compact), (n. 1967)
- 6 iunie: Anne Bancroft (n. Anna Maria Louisa Italiano), 73 ani, actriță americană (n. 1931)
- 7 iunie: Niculae Conovici, 57 ani, istoric român (n. 1948)
- 8 iunie: Florin Medeleț, 62 ani, istoric român (n. 1943)
- 11 iunie: Ghena Dimitrova, 64 ani, soprană bulgară (n. 1941)
- 11 iunie: Ioan Lespuc, 68 ani, fotograf român (n. 1936)
- 11 iunie: Jerzy Pawłowski (n. Jerzy Władysław Pawłowski), 72 ani, scrimer polonez (n. 1932)
- 11 iunie: Juan José Saer, 67 ani, scriitor argentinian (n. 1937)
- 13 iunie: Eugénio de Andrade (n. José Fontinhas Rato), 82 ani, poet portughez (n. 1923)
- 13 iunie: Lane Smith (n. Walter Lane Smith III), 69 ani, actor și prezentator american (n. 1936)
- 14 iunie: Carlo Maria Giulini, 91 ani, dirijor italian (n. 1914)
- 15 iunie: Mihai Petric, 82 ani, pictor din R. Moldova (n. 1923)
- 18 iunie: Tatsuo Matsumura, 90 ani, actor de film, japonez (n. 1914)
- 18 iunie: Tatsuo Matsumura, actor japonez (n. 1914)
- 20 iunie: Jack S. Kilby (n. Jack St. Clair Kilby), 81 ani, fizician american, laureat al Premiului Nobel (2000), (n. 1923)
- 22 iunie: Vasile Varga, 84 ani, pictor român (n. 1921)
- 23 iunie: Paul Bennewitz (n. Paul Frederic Bennewitz, jr.), 77 ani, teoretician american al conspirației OZN (n. 1927)
- 26 iunie: Filip Adwent, 49 ani, medic și politician polonez (n. 1955)

### Iulie
- 1 iulie: Luther Vandross, 54 ani, cântăreț, textier și producător american (n. 1951)
- 3 iulie: Gaylord A. Nelson, 89 ani, senator al statului Wisconsin (1963-1981), (n. 1916)
- 3 iulie: Gaylord Nelson, politician american (n. 1916)
- 5 iulie: Ray Davis (n. Raymond Davis), 65 ani, cântăreț american (n. 1940)
- 6 iulie: Ed McBain (n. Salvatore Albert Lombino), 78 ani, autor și scenarist american (n. 1926)
- 6 iulie: Claude Simon, 91 ani, scriitor francez, laureat al Premiului Nobel (1985), (n. 1913)
- 9 iulie: Petru Forna, 60 ani, germanist și traducător român de literatură germană (n. 1944)
- 9 iulie: Evgheni Grișin, 74 ani, patinator rus (n. 1931)
- 9 iulie: Maria Peter, 80 ani, interpretă română de muzică populară din zona Năsăudului (n. 1925)
- 10 iulie: A. J. Quinnell (n. Philip Nicholson), 65 ani, scriitor britanic (n. 1940)
- 12 iulie: Ferko-László Agoston, 62 ani, politician maghiar (n. 1943)
- 16 iulie: Harald Alexandrescu, 60 ani, astronom român (n. 1945)
- 17 iulie: Edward Heath, 89 ani, politician britanic (n. 1916)
- 20 iulie: James Doohan (n. James Montgomery Doohan), 85 ani, actor american (n. 1920)
- 22 iulie: George D. Wallace, 88, actor american (n. 1917)
- 25 iulie: Alexe S. Coban, 92 ani, veteran român de război (n. 1912)
- 26 iulie: Aristide Ghiță, 65 ani, fotbalist român (portar), (n. 1940)
- 26 iulie: Ileana Oroveanu, 80 ani, pictoriță română, creatoare de costume de teatru și film (n. 1925)
- 26 iulie: Gheorghe C. Mihalcea, 66 ani, antropolog român (n. 1938)
- 27 iulie: George Sbârcea, 91 ani, compozitor, muzician și muzicolog român (n. 1914)
- 27 iulie: Ștefan Tcaciuc, 69 ani, deputat român de etnie ucraineană (1990-1996 și 2000-2008), (n. 1936)
- 29 iulie: Gheorghe Alexandrescu, scriitor și luptator anticomunist (n. 1912)
- 29 iulie: Ioan Florea (pictor), 65 ani, pictor român (n. 1940)
- 31 iulie: Wim Duisenberg (n. Willem Frederik Duisenberg), 70 ani, economist neerlandez (n. 1935)

### August
- 1 august: Fahd (n. Fahd bin Abdulaziz Al Saud), 84 ani, rege al Arabiei Saudite (1982-2005), (n. 1921)
- 1 august: Robert Ficheux, 106 ani, istoric francez (n. 1898)
- 3 august: Gilles Néret, 72 ani, istoric de artă, editor de artă, jurnalist și scriitor francez (n. 1933)
- 5 august: Polina Astahova, 68 ani, gimnastă artistică sovietică (n. 1936)
- 5 august: Sanda Stolojan, 86 ani, poetă și eseistă română (n. 1919)
- 6 august: Vizma Belševica, 74 ani, poetă, scriitoare și traducătoare letonă (n. 1931)
- 6 august: Simona Cassian, 73 ani, cântăreață română de muzică ușoară (n. 1932)
- 6 august: Nicolae Dumitru, 76 ani, fotbalist (atacant) și antrenor român (n. 1928)
- 7 august: Ester Šimerová-Martinčeková, 96 ani, pictoriță, artistă și decoratoare slovacă (n. 1909)
- 8 august: Ahmed Deedat, 87 ani, gânditor, scriitor și predicator musulman din Africa de Sud (n. 1918)
- 8 august: Barbara Bel Geddes, 82 ani, actriță americană (Dallas), premiată cu Globul de Aur (1981), (n. 1922)
- 9 august: Gheorghe Coman, 79 ani, sculptor român  (n. 1925)
- 9 august: Matthew McGrory, 32 ani, actor american (n. 1973)
- 12 august: Ion Șcurea (n. Ion Sandri Șcurea), 69 ani, actor din R. Moldova (n. 1935)
- 13 august: Lakshman Kadirgamar, 73 ani, politician din Sri Lanka (n. 1932)
- 15 august: Anatoly Demitkov, 77 ani, canoist sovietic (n. 1927)
- 16 august: Frère Roger (n. Roger Schutz), 90 ani, călugăr elvețian (n. 1915)
- 18 august: Ion Saizu, 74 ani,  istoric, cercetător științific la Institutul de istorie și arheologie ,,A.D. Xenopol” din Iași (1958-1992) (n. 1931)
- 21 august: Robert Moog (n. Robert Arthur Moog), 71 ani, inventator american (sintetizator electronic), (n. 1934)
- 21 august: Dalia Ravikovich, 68 ani, poetă israeliană (n. 1936)
- 24 august: Jerzy Plebański, 77 ani,  fizician-teoretician polonez (n. 1928)
- 25 august: Reihan Anghelova, 19 ani, cântăreață bulgară (n. 1986)
- 25 august: Reyhan Angelova, cântăreață bulgară (n. 1986)
- 26 august: Ioan Cott, 70 ani, pictor român (n. 1934)
- 28 august: Hans Clarin (n. Hans-Joachim Schmied), 75 ani, actor german (n. 1929)
- 29 august: Antonie Plămădeală, 78 ani, mitropolit al Ardealului (n. 1926)
- 29 august: Radu Anton Roman, 57 ani, scriitor, realizator român de emisiuni TV (n. 1948)
- 30 august: Jakup Mato (n. Jakup Halil Mato), 70 ani, critic literar albanez (n. 1934)
- 31 august: Joseph Rotblat, 96 ani, fizician britanic (n. 1908)

### Septembrie
- 1 septembrie: Alexandru Paleologu, 86 ani, scriitor și diplomat român (n. 1919)
- 3 septembrie: Aurel Cornea, 72 ani, matematician român (n. 1933)
- 7 septembrie: Sergio Endrigo, 72 ani,  cantautor italian (n. 1933)
- 8 septembrie: Milena Hübschmannová, 72 ani,  lingvistă cehă, profesoară de istorie (n. 1933)
- 10 septembrie: Hermann Bondi, 85 ani, astronom britanic (n. 1919)
- 12 septembrie: Serge Lang, 78 ani, matematician și activist american (n. 1927)
- 13 septembrie: Fiorella Ghilardotti, 59 ani, politician italian (n. 1946)
- 13 septembrie: Chieko Nakakita, 79 ani, actriță de film, japoneză (n. 1926)
- 14 septembrie: Veronica Gurău, 83 ani, călugăriță română (n. 1922)
- 14 septembrie: Vladimir Volkoff, 72 ani, scriitor francez de etnie rusă (n. 1932)
- 14 septembrie: Robert Wise, 91 ani, regizor american (n. 1914)
- 18 septembrie: Marta Bohn-Meyer, 48 ani, pilot și inginer american (n. 1957)
- 19 septembrie: Ahmed Avtorhanov, 31 ani, comandant militar cecen (n. 1973)
- 19 septembrie: Emil Manu (n. Emil Cismărescu), 82 ani, critic literar român (n. 1922)
- 20 septembrie: Simon Wiesenthal, 96 ani, fondatorul centrului Simon Wiesenthal, de etnie evreiască (n. 1908)
- 21 septembrie: Mustai Karim (n. Mustafa Safich Karimov), 85 ani, poet și dramaturg rus (n. 1919)
- 21 septembrie: Ulise Petrescu, 103 ani,  bober român (n. 1902)
- 23 septembrie: Ada Zevin, 87 ani, pictoriță din R. Moldova (n. 1918)
- 24 septembrie: André Testut, 79 ani, pilot francez de Formula 1 (n. 1926)
- 25 septembrie: Fulvia Colombo, 79 ani, moderatoare și prezentatoare de televiziune italiană (n. 1926)
- 28 septembrie: Bianca Balotă, 69 ani, scriitoare română (n. 1936)
- 28 septembrie: Leo Sternbach, 97 ani, chimist polonezo-american (n. 1908)

### Octombrie
- 5 octombrie: Ferenc Visky, 87 ani, pastor reformat din România, deținut politic și scriitor (n. 1918)
- 6 octombrie: Remus Niculescu, 78 ani, istoric de artă, român (n. 1927)
- 10 octombrie: Wayne C. Booth, 84 ani, profesor universitar american (n. 1921)
- 10 octombrie: Alexandru Mandy (n. Armand Abram Penchas), 91 ani, compozitor român de etnie evreiască (n.1914)
- 11 octombrie: Kelsey Briggs, 2 ani, victimă a abuzului asupra copiilor (n. 2002)
- 11 octombrie: Emil Iordache, 50 ani, critic literar român (n. 1954)
- 11 octombrie: Peter Krassa, 66 ani, autor austriac (n. 1938)
- 13 octombrie: István Eörsi, 74 ani, scriitor, romancier, eseist politic, poet și traducător literar maghiar (n. 1931)
- 13 octombrie: Wayne Weiler, 70 ani, pilot american de Formula 1 (n. 1934)
- 14 octombrie: Paul Romano Cheler, 76 ani, general român (n. 1928)
- 15 octombrie: Ezio Radaelli, 81 ani, moderator de televiziune italian (n. 1924)
- 18 octombrie: Johnny Haynes (n. John Norman Haynes), 71 ani, fotbalist britanic (atacant), (n. 1934)
- 19 octombrie: Wolf Rilla, 85 ani, regizor de film și scenarist britanic de origine germană (n. 1920)
- 19 octombrie: Ion Stratan, 50 ani, filolog român, poet, publicist, redactor-șef (Contrapunct) (n. 1955)
- 20 octombrie: Dan Anca, 58 ani, fotbalist (mijlocaș) și antrenor român (n. 1947)
- 20 octombrie: František Kavka, 84 ani, istoric ceh (n. 1920)
- 21 octombrie: Nicolae Corlățeanu, 90 ani, academician din R. Moldova (n. 1915)
- 21 octombrie: Cristian-Traian Ionescu, 62 ani, deputat român (1992-1996), (n. 1943)
- 24 octombrie: Rosa Parks (n. Rosa Louise Parks), 92 ani, cetățeană americană (n.  1913)
- 26 octombrie: Jany Holt, 96 ani, actriță franceză de film, născută în România (n. 1909)
- 27 octombrie: Georges Guingouin, 92 ani,  luptător și militant al rezistenței comuniste franceze (n. 1913)
- 27 octombrie: Ion Mociorniță, 88 ani, deținut politic român (n. 1917)
- 28 octombrie: Torquato Fusi, 81 ani, politician italian (n. 1923)
- 28 octombrie: Ion Irimescu, 102 ani, sculptor și pedagog român, membru al Academiei Române (n. 1903)
- 28 octombrie: Richard Smalley (n. Richard Errett Smalley), 62 ani, chimist american laureat al Premiului Nobel (1996), (n. 1943)
- 28 octombrie: Ljuba Tadić, 76 ani, actor sârb (n. 1929)
- 28 octombrie: Richard Smalley, chimist american (n. 1943)
- 29 octombrie: Lloyd Bochner, 81 ani, actor canadian de etnie evreiască (n. 1924)
- 29 octombrie: Adriana Georgescu-Cosmovici, 85 ani, deținută politic și memorialistă din România (n. 1920)
- 31 octombrie: George I. M. Georgescu, medic (n. 1943)

### Noiembrie
- 1 noiembrie: Michael Piller, 57 ani, scenarist american și producător de televiziune (n. 1948)
- 4 noiembrie: Hiro Takahashi, 41 ani, cântăreț, compozitor și textier japonez (n. 1964)
- 5 noiembrie: John Fowles, 79 ani, scriitor britanic (n. 1926)
- 5 noiembrie: Link Wray (n. Frederick Lincoln Wray, jr.), 76 ani, chitarist american (n. 1929)
- 6 noiembrie: Petre Sălcudeanu, 75 ani, scriitor român (n. 1930)
- 10 noiembrie: John de Courcy Ling, 72 ani, politician britanic (n. 1933)
- 11 noiembrie: Peter Drucker, 95 ani, consultant de management de origine austro-americană (n. 1909)
- 11 noiembrie: Tudor Pană, 75 ani, dirijor și violonist român (n. 1930)
- 12 noiembrie: Ursula Bedners (n. Ursula Markus), 85 ani, scriitoare română de etnie germană (n. 1920)
- 12 noiembrie: Moise Vass, 85 ani, fotbalist român (n. 1920)
- 13 noiembrie: Eddie Guerrero (n. Eduardo Gory Guerrero), 38 ani, wrestler american (n. 1967)
- 14 noiembrie: Alexandru Marin (n. Alexandru Adalbert Marin), 60 ani, fizician american de origine română (n. 1945)
- 16 noiembrie: Henry Taube, 89 ani, chimist american laureat al Premiului Nobel (1983), (n. 1915)
- 17 noiembrie: Marek Perepeczko, 63 ani, actor polonez de teatru și film (n. 1942)
- 18 noiembrie: Laura Hidalgo, 78 ani, actriță română de etnie argentiniană (n. 1927)
- 18 noiembrie: Valeriu Popescu, 66 ani,  actor român de teatru, film și televiziune (n. 1938)
- 18 noiembrie: Harold Stone, 92 ani, actor american (n. 1913)
- 23 noiembrie: Cornel Brahaș (n. Ionel Vițu), 55 ani, deputat român (1992-1996), (n. 1950)
- 24 noiembrie: Cornel Brahaș, 55 ani, politician român (n. 1950)
- 24 noiembrie: Pat Morita (n. Noriyuki Morita), 73 ani, actor american de etnie japoneză (n. 1932)
- 25 noiembrie: George Best, 59 ani, fotbalist nord irlandez (n. 1946)
- 25 noiembrie: Elek Jakab, 32 ani, pictor român (n. 1973)
- 25 noiembrie: Elek Jakab, pictor român (n. 1973)
- 27 noiembrie: Jocelyn Brando, 86 ani, actriță americană (n. 1919)
- 27 noiembrie: Avram Goldstein-Goren, 100 ani, bancher român de etnie evreiască (n. 1905)
- 30 noiembrie: Jean Parker, 90 ani, actriță americană (n. 1915)

### Decembrie
- 2 decembrie: Nikolai Artiomov, 97 ani, fiziolog sovietic (n. 1908)
- 8 decembrie: Leo Scheffczyk, 85 ani, cardinal german (n. 1920)
- 9 decembrie: Robert Sheckley, 77 ani, scriitor american (n. 1928)
- 9 decembrie: Ihil Șraibman, 92 ani, scriitor din R. Moldova de limbă idiș (n. 1913)
- 10 decembrie: Richard Pryor (n. Richard Franklin Lennox Thomas Pryor), 65 ani, actor de comedie, american (n. 1940)
- 14 decembrie: József Annus, 65 ani, politician maghiar (n. 1940)
- 14 decembrie: Radu Ionescu, 75 ani, cercetător științific, autor, scenarist, comentator filme de artă și critic de artă român (n. 1930)
- 14 decembrie: Tom Milne, 79 ani, critic de film britanic (n. 1926)
- 18 decembrie: Doris Fisher, Baroness Fisher of Rednal, 86 ani, politician britanic (n. 1919)
- 19 decembrie: Yū Fujiki, 74 ani, actor de film, japonez (n. 1931)
- 19 decembrie: Vincent Louis Gigante, 77 ani, gangster american (n. 1928)
- 20 decembrie: Klaus Kessler, 80 ani, scriitor român de etnie germană (n. 1925)
- 24 decembrie: Pericle Martinescu, 94 ani, scriitor român (n. 1911)
- 26 decembrie: Vincent Schiavelli, 57 ani, actor de personaj⁠ american (n. 1948)
- 30 decembrie: Maxim Berghianu (n. Maxim Berghian), 80 ani, politician român (n. 1925)
- 31 decembrie: Aleksandr Silayev, 77 ani, canoist sovietic (n. 1928)
- 31 decembrie: Phillip Whitehead, 68 ani, politician britanic (n. 1937)

### Nedatate
- mai: Mordechai Burnstein, 83 ani, rabin și sionist român (n. 1922)
- octombrie: Esdra Alhasid, 93 ani,  traducător și scriitor evreu-român (n. 1912)
- noiembrie: Aurel Cojan, 91 ani, pictor român (n. 1914)
- noiembrie: Lena Constante, 96 ani, artistă plastică română (n. 1909)
- noiembrie: Ion Dândăreanu, 80 ani, general român (n. 1925)
- Gheorghe Alexandrescu, 92 ani, autor român (n. 1912)
- Nicolae Ampoițan, 78 ani, saxofonist român (n. 1927)
- Constantin Baciu, 75 ani, pictor român (n. 1930)
- Rizvan Citigov, 39 ani, comandat militar cecen (n. 1965)
- Ion Cornea, 66 ani, medic ORL-ist român (n. 1939)
- Baca Deleanu, 84 ani, evreică basarabeană, scriitoare și traducătoare (n. 1921)
- Gheorghe Gornea, 60 ani, fotbalist român (n. 1944)
- Aurora Gruescu, 90 ani, inginer silvic (n. 1914)
- Maurizio Lucidi, 73 ani, regizor italian (n. 1932)
- Marius Munteanu, 84 ani, poet român (n. 1920)
- noiembrie: Solomon Mutswairo, 80 ani, romancier și poet zimbabwian (n. 1924)
- Teodor Oroveanu, 84 ani, inginer român  (n. 1920)
- Iosif Petran (n. Iosif Pocler), 72 ani, poet și dramaturg român de etnie evreiască (n. 1932)
- Nicolae Popovici, 69 ani, jurist român (n. 1935)
- Radu Roșca, 86 ani, matematician român (n. 1918)
- Vasile Scarlat, 92 ani, militar român (n. 1913)
- Eugeniu Ureche, 87 ani, deputat din R. Moldova (n. 1917)
- Ion Țăranu, 66 ani, luptător român, laureat cu bronz la Roma 1960 (n. 1938)
- Andrei Barabaș, 67 ani,  alergător român (n. 1937)

## Premii Nobel
- Fizică: John L. Hall și Roy J. Glauber (SUA), și Theodor W. Haensch (Germania) pentru cercetările lor în domeniul tehnologiei optice.
- Chimie: Yves Chauvin (Franța) și Robert Grubbs și Richard Schrock (SUA) pentru cercetări în domeniul chimiei organice.
- Medicină: Barry J. Marshall și Robin Warren (Australia) pentru că au reușit să demonstreze că ulcerul și gastrita nu sunt provocate de stres, așa cum s-a crezut până acum, ci de o bacterie.
- Literatură: Harold Pinter (Regatul Unit).
- Pace: Agenția Internațională pentru Energie Atomică (AIEA) și directorul general al acesteia, Mohamed ElBaradei (Egipt) pentru activitatea împotriva proliferării armelor nucleare.
- Economie: Robert J. Aumann și Thomas Schelling (SUA) pentru analiza lor în teoria jocului.